# マテュー・ヴァルブエナ
マテュー・ヴァルブエナ（Mathieu Valbuena, 1984年9月28日 - ）は、フランス・ジロンド県出身のサッカー選手。アポロン・リマソール所属。元フランス代表。ポジションはミッドフィールダー。

## クラブ経歴
地元ジロンド県のFCジロンダン・ボルドーの下部組織で2001年にキャリアをスタートさせたが、身長の低さからトップチームには昇格できなかった。
フランスアマチュア選手権2（5部）のランゴン・カステに移り、スポーツシューズの販売員としてパートタイムで働きながらプレーした。2004年にはフランス全国選手権（3部）のFCリブルヌ・サン＝スーランに移り、2004-05シーズンは24試合で1得点だったが、2005-06シーズンは29試合で9得点を挙げてリーグ・ドゥ（2部）昇格を助け、リーグMVPに選ばれる活躍を見せた。

### マルセイユ
2006年6月9日、リーグ・アン（1部）のオリンピック・マルセイユに3年契約で移籍した。夏のプレシーズンの間に負傷して悪いスタートを切った。シーズンも後半になってからヴァランシエンヌFC戦で途中交代によりデビューし、1-0で勝利した。2006-07シーズンは主に途中出場で15試合に出場した。初得点はASサンテティエンヌ戦で、86分に試合を決める得点を決めた。
2007-08シーズンは怪我なく過ごし、フランク・リベリーがバイエルン・ミュンヘンに移籍したことから飛躍的に成長した。出場機会は増加し、UEFAチャンピオンズリーグのグループリーグのアンフィールドでのリヴァプールFC戦でゴールを決め、エリック・ゲレツ監督の初陣を飾った。その得点によりリヴァプールFC相手に1-0で勝利するというアップセットを演じた。この得点のほかに、前半終了間際にはオフサイドで取り消された幻のゴールを決めていた。彼の好パフォーマンスはクラブに契約延長を促し、2008年4月には2013年までの新契約が結ばれた。
2008-09シーズンは自己最多の31試合に出場したが、ほとんどが途中交代か途中出場で、フル出場した試合は5試合しかない。
2009-10シーズン前半戦は出場13試合中10試合が途中出場であり、ディディエ・デシャン監督が首脳陣にハリー・キューエルやジェレミー・メネスなどのウインガー獲得を要請していたことから、戦力外扱いされた。リザーブチームでプレーすることも多く、冬の移籍期間での放出が確実視されていたが、後半戦になってレギュラーポジションを獲得し、4得点を決めて18シーズンぶりのリーグ・アン制覇に貢献した。
2010-11シーズンは2連覇こそ逃したものの、5年連続CL出場権獲得に貢献した。
2011-12シーズン、生え抜きのタイエ・タイウォがACミランへ移籍したことで、ヴァルブエナがマルセイユにおける最古参選手となった。しかしこのシーズン、序盤はチームが低迷する中、ヴァルブエナは活躍していたが、チームの調子が上がっていくと共に、ヴァルブエナ自身は調子を落としていき、ベンチに甘んじることもあった。そんな中迎えたCLグループリーグ最終節のボルシア・ドルトムント戦は、グループリーグ突破がかかった試合で2点先制されるという苦しい展開だったが、途中出場したヴァルブエナが試合終了間際に相手選手2人を交わしてミドルシュートを決め、決勝トーナメント進出を果たした。同シーズンの後半戦、チームは不振に陥ったがヴァルブエナは中心選手とし成長し、リーグではエデン・アザールに次ぐ、13アシストを記録した。
2012-2013シーズン、37試合に出場し開幕からチームの好調を支え続けた。自身2度目のリーグベストイレブンに選ばれ、リーグトップの12アシストを記録した。また、本人は自身最高のシーズンだったと語っている。

### ディナモ・モスクワ
2014年8月2日、FCディナモ・モスクワに3年契約で移籍した。

### リヨン
2015年8月11日、オリンピック・リヨンに移籍した。契約期間は3年間、移籍金は500万ユーロ。

### フェネルバフチェ
2017年6月12日、フェネルバフチェSKに移籍した。

### オリンピアコス
2019年5月27日、フリー移籍でオリンピアコスFCに移籍した。8月13日、チャンピオンズリーグプレーオフのイスタンブール・バシャクシェヒルFK戦で移籍後初得点を決めた。

## 代表経歴
マルセイユに移籍するまでフランスアンダー代表に招集されたことはなかったが、2008年春にレイモン・ドメネク監督はイングランド戦とマリ戦のためにヴァルブエナをA代表に招集した。しかし彼は怪我により試合出場を逃した。2010年5月11日、2010 FIFAワールドカップに向けてのフランス代表候補30人の中に選出された。ヴァルブエナは代表メンバー23人の中にも残り、W杯前の親善試合・コスタリカ戦でデビューし、83分に決勝点となる代表初得点も挙げた。ワールドカップ本大会では途中出場で大会デビューを果たすも、チームは敗退した。また、UEFA EURO 2012のフランス代表にも選出されたが、出場機会は無かった。ヴァルブエナを使わなかったローラン・ブラン監督を批判するファンもいた。その後もクラブで好調を維持していたヴァルブエナは、フランス代表監督がディディエ・デシャンになってからは、トップ下のレギュラーに定着。フランク・リベリーと共に攻撃の核として、欠かせない存在となり、2014年ブラジルワールドカップでは、開幕戦のホンジュラス戦に先発、スイス戦ではゴールも決めた。しかし、翌2015年に、カリム・ベンゼマから恐喝を受け（詳細）、その影響でユーロ2016フランス大会ではベンゼマと共に代表から外れた。

## 個人成績

### クラブでの出場記録
2012年12月12日時点
| クラブ                     | シーズン     | 国内リーグ             | 国内リーグ | 国内リーグ | 国内リーグ | 国内カップ | 国内カップ | 国内カップ | 欧州カップ | 欧州カップ | 欧州カップ | 通算 | 通算 | 通算     |
| クラブ                     | シーズン     | ディビジョン           | 出場       | 得点       | アシスト   | 出場       | 得点       | アシスト   | 出場       | 得点       | アシスト   | 出場 | 得点 | アシスト |
| -------------------------- | ------------ | ---------------------- | ---------- | ---------- | ---------- | ---------- | ---------- | ---------- | ---------- | ---------- | ---------- | ---- | ---- | -------- |
| FCリブルヌ・サン＝スーラン | 2004–05      | フランス全国選手権     | 24         | 1          | 3          | 2          | 0          | 0          | —          | —          | —          | 26   | 1    | 3        |
| FCリブルヌ・サン＝スーラン | 2005–06      | フランス全国選手権     | 31         | 9          | 4          | 3          | 4          | 1          | —          | —          | —          | 34   | 13   | 5        |
| FCリブルヌ・サン＝スーラン | クラブ通算   | クラブ通算             | 55         | 10         | 7          | 5          | 4          | 1          | —          | —          | —          | 60   | 14   | 8        |
| オリンピック・マルセイユ   | 2006–07      | リーグ・アン           | 15         | 1          | 1          | 2          | 0          | 1          | 1          | 0          | 0          | 18   | 1    | 2        |
| オリンピック・マルセイユ   | 2007–08      | リーグ・アン           | 29         | 3          | 2          | 3          | 1          | 0          | 10         | 1          | 0          | 42   | 5    | 2        |
| オリンピック・マルセイユ   | 2008–09      | リーグ・アン           | 31         | 3          | 2          | 3          | 0          | 0          | 11         | 0          | 1          | 45   | 3    | 3        |
| オリンピック・マルセイユ   | 2009–10      | リーグ・アン           | 31         | 5          | 1          | 6          | 2          | 1          | 6          | 0          | 0          | 43   | 7    | 2        |
| オリンピック・マルセイユ   | 2010–11      | リーグ・アン           | 32         | 4          | 4          | 3          | 0          | 0          | 8          | 1          | 1          | 43   | 5    | 5        |
| オリンピック・マルセイユ   | 2011–12      | リーグ・アン           | 33         | 5          | 13         | 7          | 3          | 2          | 9          | 1          | 1          | 49   | 9    | 16       |
| オリンピック・マルセイユ   | 2012–13      | リーグ・アン           | 37         | 3          | 12         | 0          | 0          | 0          | 4          | 1          | 2          | 21   | 3    | 8        |
| オリンピック・マルセイユ   | 2013-14      | リーグ・アン           | 34         | 3          | 6          | 2          | 0          | 0          | 5          | 0          | 0          | 41   | 3    | 6        |
| オリンピック・マルセイユ   | クラブ通算   | クラブ通算             | 242        | 27         | 41         | 30         | 7          | 4          | 58         | 4          | 5          | 330  | 38   | 50       |
| ディナモ・モスクワ         | 2014-15      | ロシア・プレミアリーグ | 25         | 4          | 12         | 0          | 0          | 0          | 11         | 0          | 3          | 36   | 4    | 15       |
| ディナモ・モスクワ         | 2015-16      | ロシア・プレミアリーグ | 4          | 2          | 2          | 0          | 0          | 0          | 0          | 0          | 0          | 4    | 2    | 2        |
| ディナモ・モスクワ         | クラブ通算   | クラブ通算             | 29         | 6          | 14         | 0          | 0          | 0          | 11         | 0          | 3          | 40   | 6    | 17       |
| オリンピック・リヨン       | 2015-16      | リーグ・アン           | 26         | 1          | 5          | 2          | 1          | 0          | 5          | 0          | 1          | 33   | 2    | 6        |
| オリンピック・リヨン       | 2016-17      | リーグ・アン           | 30         | 8          | 5          | 4          | 1          | 1          | 9          | 1          | 2          | 43   | 10   | 8        |
| オリンピック・リヨン       | クラブ通算   | クラブ通算             | 56         | 9          | 10         | 6          | 2          | 1          | 14         | 1          | 3          | 76   | 12   | 14       |
| フェネルバフチェ           | 2017-18      | スュペル・リグ         | 29         | 7          | 9          | 7          | 1          | 5          | 4          | 0          | 2          | 40   | 8    | 16       |
| フェネルバフチェ           | 2018-19      | スュペル・リグ         | 22         | 3          | 7          | 3          | 0          | 0          | 6          | 1          | 1          | 31   | 4    | 8        |
| フェネルバフチェ           | クラブ通算   | クラブ通算             | 51         | 10         | 16         | 10         | 1          | 5          | 10         | 1          | 3          | 71   | 12   | 24       |
| オリンピアコス             | 2019-20      | スーパーリーグ         | 3          | 2          | 1          | 0          | 0          | 0          | 7          | 2          | 6          | 10   | 4    | 7        |
| キャリア通算               | キャリア通算 | キャリア通算           | 436        | 64         | 89         | 51         | 14         | 11         | 100        | 8          | 20         | 587  | 86   | 120      |

## 代表歴

### 出場大会
- フランス代表
  - 2014 FIFAワールドカップ

### 試合数
- 国際Aマッチ 52試合 8得点（2010年-2015年）[17]

| フランス代表 | 国際Aマッチ | 国際Aマッチ |
| 年           | 出場        | 得点        |
| ------------ | ----------- | ----------- |
| 2010         | 7           | 2           |
| 2011         | 2           | 0           |
| 2012         | 9           | 1           |
| 2013         | 12          | 2           |
| 2014         | 14          | 1           |
| 2015         | 8           | 2           |
| 通算         | 52          | 8           |

### 得点
2012年11月14日時点、スコア欄と最終結果欄はフランスの得点を左側に記している
| #  | 日付           | 場所                     | 相手         | スコア | 最終結果 | 大会                                    |
| -- | -------------- | ------------------------ | ------------ | ------ | -------- | --------------------------------------- |
| 1. | 2010年5月26日  | パ＝ド＝カレー県, ランス | コスタリカ   | 2–1    | 2–1      | 親善試合                                |
| 2. | 2010年11月17日 | ロンドン                 | イングランド | 0–2    | 1–2      | 親善試合                                |
| 3. | 2012年11月14日 | パルマ                   | イタリア     | 1–1    | 1–2      | 親善試合                                |
| 4. | 2013年2月6日   | パリ                     | ドイツ       | 1–0    | 1–2      | 親善試合                                |
| 5. | 2013年3月22日  | サン＝ドニ               | ジョージア   | 2–0    | 3–1      | 2014 FIFAワールドカップ・ヨーロッパ予選 |
| 6. | 2014年6月20日  | サルヴァドール           | スイス       | 0–3    | 2–5      | 2014 FIFAワールドカップ                 |
| 7. | 2015年6月7日   | サン＝ドニ               | ベルギー     | 1–3    | 3–4      | 親善試合                                |
| 8. | 2015年9月5日   | リスボン                 | ポルトガル   | 0–1    | 0–1      | 親善試合                                |

## タイトル
- オリンピック・マルセイユ

リーグ・アン (1) : 2009-2010
クープ・ドゥ・ラ・リーグ (3) : 2009-2010, 2010–11, 2011–12
トロフェ・デ・シャンピオン (2): 2010, 2011
- オリンピアコスFC

スーパーリーグ (3) : 2019-2020, 2020-2021, 2021-22
キペロ・エラーダス (1): 2019-20